# لیگال، آلبرتا
لیگال، آلبرتا (به انگلیسی: Legal, Alberta) یک منطقهٔ مسکونی در کانادا است که در آلبرتا واقع شده‌است. لیگال ۱٬۳۴۵ نفر جمعیت دارد و ۷۰۵ متر بالاتر از سطح دریا واقع شده‌است.